# Megalithic Symphony
Megalithic Symphony is het debuutalbum van de Amerikaanse elektronische-rockband Awolnation. Het album werd op 15 maart 2011 digitaal uitgebracht, via Red Bull Records. Op 29 maart verscheen het ook in de winkels. In Nederland en België werd het album niet uitgebracht.
De eerste single, Sail, die ook al op de ep Back from Earth stond, piekte op 82 in de Amerikaanse Billboard Hot 100 en op 5 in de Alternative Songs. De tweede single, Not Your Fault, werd eind 2011 uitgebracht.

## Tracklist
| Nr. | Titel                 | Duur  |
| --- | --------------------- | ----- |
| 1.  | Megalithic Symphony   | 0:58  |
| 2.  | Some Sort of Creature | 0:27  |
| 3.  | Soul Wars             | 3:37  |
| 4.  | People                | 3:58  |
| 5.  | Jump on My Shoulders  | 4:08  |
| 6.  | Burn It Down          | 2:45  |
| 7.  | Guilty Filthy Soul    | 3:34  |
| 8.  | Kill Your Heroes      | 2:59  |
| 9.  | My Nightmare's Dream  | 0:27  |
| 10. | Sail                  | 4:19  |
| 11. | Wake Up               | 3:03  |
| 12. | Not Your Fault        | 4:03  |
| 13. | All I Need            | 3:38  |
| 14. | Knights of Shame      | 11:50 |

### Deluxeversie (CD2)
| Nr. | Titel                     | Duur |
| --- | ------------------------- | ---- |
| 1.  | THISKIDSNOTALRIGHT        | 2:41 |
| 2.  | Some Kind of Joke         | 4:52 |
| 3.  | Everybody's Got a Secret  | 3:42 |
| 4.  | MF                        | 3:17 |
| 5.  | Swinging From the Castles | 3:02 |
| 6.  | I've Been Dreaming        | 2:58 |
| 7.  | Shoestrings               | 3:11 |

### Amazonbonustrack
| Nr. | Titel       | Duur |
| --- | ----------- | ---- |
| 15. | Shoestrings | 3:09 |

### iTunes bonustrack
| Nr. | Titel                     | Duur |
| --- | ------------------------- | ---- |
| 15. | Swinging from the Castles | 3:04 |